# Tommy Brown
Tommy Brown (né Thomas A. Brown le 27 mai 1931 et mort le 12 mars 2016) est un chanteur américain de Rhythm and blues qui a produit la plupart de ses succès au début des années 1950, en particulier sur des enregistrements avec les Griffin Brothers.

## Vie et carrière
Tommy Brown naît à Lumpkin (Géorgie). Dans les années 1940, il forme un petit groupe avec lui-même comme batteur, et travaille dans les clubs autour d'Atlanta. En 1949, il enregistre Atlanta Boogie sous le label Regent, une filiale de Savoy Records. La piste contient quelques-unes des premières références au rock 'n' roll :
Well, the whole town's rockin' just about the break of day
Well, when the bar starts jumpin' you can hear the cats all say
Well, let's rock'n'roll, well, let's rock'n'roll
Yes, let's rock'n'roll till the break of day...
En 1951, il s'installe chez Dot Records où il fait équipe avec les Griffin Brothers, un orchestre de Rhythm and blues dirigé par les frères Jimmy Griffin (trombone) et Ernest « Copain » Griffin (piano) à partir de Norfolk (Virginie). Précédemment, ils ont fait des tournées avec, notamment Amos Milburn et Paul Williams et enregistré, en tant que second groupe pour Margie Day, deux hits sur le Top 10 R&B, Street Walkin' Daddy et Little Red Rooster.
En août de la même année Brown est le chanteur vedette du Top 10 Rhythm and blues Tra-La-La, crédité au Griffin Brothers Orchestra, et plus tard dans l'année, la combinaison atteint la première place sur le R&B  avec Weepin' and Cryin', attribué aux Griffin Brothers Orchestra avec Tommy Brown en vedette.
Au début de 1952, Tommy Brown rejoint l'United States Marine Corps et, quand il revient en octobre de la même année, il part pour United Records à Chicago. Pendant son absence, en mars 1952, son précédent label publie le single No News From Home, enregistré lors des précédentes sessions. Il joue pendant un temps avec le Bill Doggett's Band, prétendant participer à l'écriture du tube Honky Tonk de Doggett. Il enregistre également avec Big Walter Horton au cours de cette période. 
Au cours de la décennie qui suit, il enregistre du Rhythm and blues pour un certain nombre de petits labels, avant de commencer à jouer et enregistrer en tant que comédien dans les années 1960 et 1970. Il sort deux albums live pour sa comédie de 1967 Je ne suis pas Lyin', et Je ne suis pas Lyin' vol. 2 un an plus tard.
En 1977, Brown retourne à Atlanta pour diriger le Centre de soins personnels Landmark. Du fait de la demande de ses fans, Tommy Brown fait un retour en 2001, enregistrant et se produisant à travers le monde dans des festivals blues. Ses enregistrements précédents sont également republiés en compilations.
Le 6 mai 2015, Tommy Brown est intronisé au Blues Hall of Fame, à Memphis. Il meurt en 2016, à l'âge de 84 ans.